# Марак, Адольф Лу Гитлер
Адольф Лу Гитлер Рангса Марак (хинди ॲडॉल्फ लु हिटलर माराक, англ. Adolf Lu Hitler Marak; род. ок. 1958) — индийский политик из партии Националистический конгресс, до 2003 года занимавший в правительстве Мегхалаи пост министра окружающей среды и министра сотрудничества.

## Биография
Будучи членом партии Националистический конгресс, Марак занимал пост министра лесного хозяйства и охраны окружающей среды в правительстве Э. К. Моулонга, а затем — министра по делам сотрудничества при главном министре Флиндере Андерсоне Кхонгламе.
Он потерял свое место в ассамблее штата после выборов в феврале 2003 года. 27 июня 2003 года был арестован по обвинению в поддержании связей с запрещённой боевой группой «Совет национальных добровольцев Ачика». Примерно через месяц он был освобождён под залог. В следующем году он проиграл выборы в окружной совет Гаро-Хиллз по избирательному округу Денгнакпара, уступив Ростеру Сангме от Партии конгресса. В 2003 году он проиграл выборы в законодательный орган, уступив чуть более 300 голосов Зениту Сангме. Однако на выборах в законодательное собрание 2008 года он вновь стал победителем. В 2022 году он присоединился к Всеиндийскому конгрессу инициативы масс.

## Имя
По поводу своего неоднозначного имени Адольф Гитлер Марак рассказал изданию Hindustan Times: «Возможно, моим родителям понравилось это имя, и поэтому они окрестили меня Гитлером… Я доволен своим именем, хотя у меня нет никаких диктаторских наклонностей». В феврале 2013 года в международных СМИ появилась информация о том, что Марак снова будет баллотироваться в ассамблею штата Мегхалая, против некоторых других кандидатов со странными именами, таких как Франкенштейн Момин и Билликид Сангма.